# Atli Eðvaldsson
Atli Eðvaldsson (Reykjavík, 1957. március 3. – Reykjavík, 2019. szeptember 2.) válogatott izlandi labdarúgó, középpályás. Testvére Jóhannes Eðvaldsson (1950–2021) válogatott labdarúgó.

## Pályafutása

### Klubcsapatban
1974 és 1980 között a Valur labdarúgója volt. 1980 és 1989 között Nyugat-Németországban játszott. 1980–81-ben a Borussia Dortmund, 1981 és 1985 között a Fortuna Düsseldorf, 1985 és 1988 között a Bayer 05 Uerdingen játékosa volt. 1988–89-ben egy rövid időre visszatért a Valurhoz, majd 1989-ben a TuRU Düsseldorf együttesében szerepelt. 1989–90-ben a török Gençlerbirliğiben játszott. 1990-ben hazatért és a KR Reykjavík labdarúgója lett. 1994-ben a HK Kópavogs csapatában fejezte be az aktív labdarúgást.

### A válogatottban
1976 és 1991 között 70 alkalommal szerepelt az izlandi válogatottban és nyolc gólt szerzett.

### Edzőként
1995–96-ban az ÍBV, 1997-ben a Fylkir, 1988–99-ben a KR Reykjavík vezetőedzője volt. 1999 és 2003 között az izlandi válogatott szövetségi kapitányaként tevékenykedett. 2005–06-ban a Þróttur, 2009-ben a Valur, 2013-ban a Reynir Sandgerði, 2014-ben az Afturelding szakmai munkáját irányította.2017–18-ban a svéd Kristianstad vezetőedzője volt. 2018-ban a Hamar csapatánál fejezte be edzői pályafutását.

## Sikerei, díjai
Valur
- Izlandi bajnokság
  - bajnok (3): 1976, 1978, 1980
- Izlandi kupa
  - győztes (4): 1974, 1976, 1977, 1988